# 諏訪神社 (横浜市港北区箕輪町)
諏訪神社（すわじんじゃ）は、神奈川県横浜市港北区箕輪町にある神社。地名を冠して箕輪諏訪神社（みのわすわじんじゃ）とも称される。
現在は近隣の天照皇大神の兼務社になっている。

## 概要
日吉駅の南西の高台に鎮座している。
文安元年（1444年）に箕輪村の鎮守として祀られたと伝えられる。
大正3年10月8日、近隣の御嶽社、稲荷社、天神社、神明社、厳島神社、道祖神を合併し、箕輪の総鎮守となる。

## 祭神
- 武御名方命
- 天照大神
- 大己貴命
- 少彦名命
- 倉稲魂命
- 菅原天神
- 猿田彦命
- 市杵島姫命
- 国常立命